# 黑龙江省地震局
黑龙江省地震局，成立于1976年3月，是中国地震局和黑龙江省人民政府双重领导，以中国地震局为主的事业单位。根据黑龙江省人民政府授权，依法履行防震减灾主管机构的各项职责，承担本行政区域内防震减灾工作政府行政管理职能。